# エリクソン
エリクソン（Telefonaktiebolaget LM Ericsson）は、スウェーデンの通信機器メーカー。移動体通信（携帯電話）地上固定設備のメーカーとして著名なほか、スウェーデン国産戦闘機JAS 39 グリペンの電子機器を手がける。本社はスウェーデンのストックホルム。

## 概要

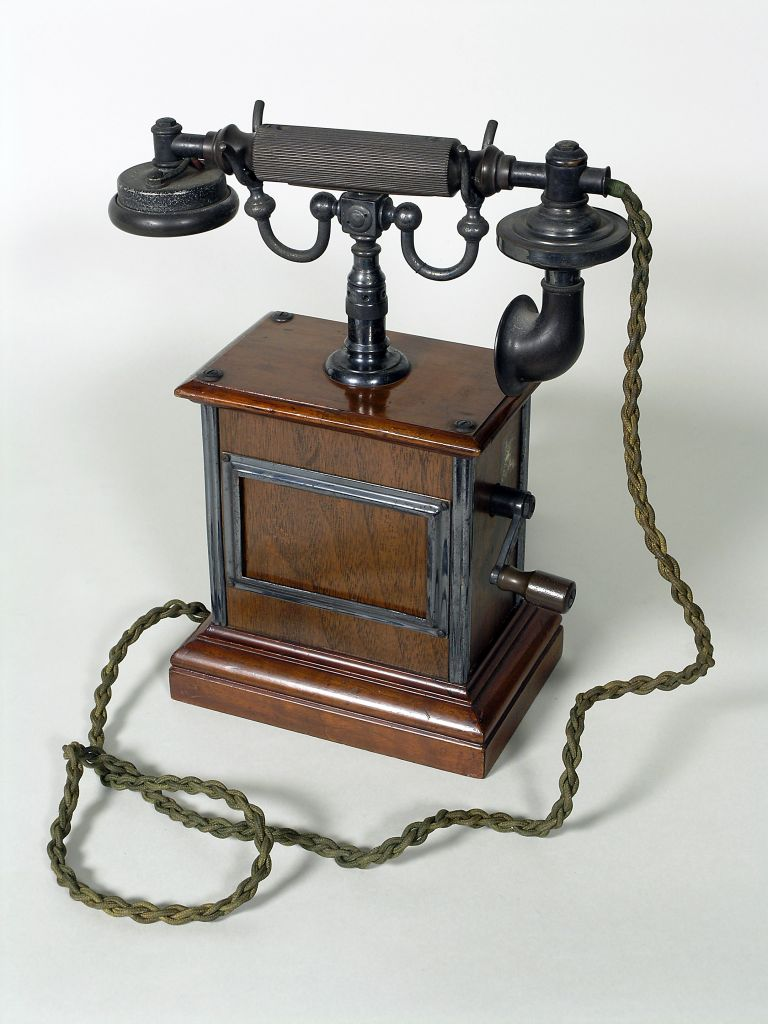
初期の木製電話機。英国ノッティンガムのエリクソン・テレホン社製。バーミンガム・サイエンス・ミュージアム蔵。

1876年、機械工のラーシュ・マグナス・エリクソン（Lars Magnus Ericsson）が電信器の修理工場を開設する。1896年、L.M.エリクソン社）（LME）となる。1930年にはスウェーデンに外資を大量導入したイーヴァル・クルーガーの支配下にあった。
移動体通信事業を中心とし、携帯電話の地上固定設備を世界的に展開している。単独で携帯電話端末を製造していた時期があったが、世界最大の端末メーカーであるノキア（フィンランド）の攻勢などによりシェアが低下、そのため地上固定設備開発に特化して、同分野では世界最大手である。2021年の世界無線ネットワーク市場のシェアは26.9パーセントだった。
エリクソンでは、世界17カ国・約19,800名の技術者たちが研究開発に取り組んでおり、年間研究開発費は売上高の約15%にのぼる。特にGSMは世界の携帯電話の80%以上に採用され、事実上、無線通信方式の世界標準技術となっている。現在は、ワイヤレスBBネットワーク（LTE・HSPA）、有線通信と移動体通信の融合（FMC）、放送と通信の融合（IPTV）などを研究、実用化に向けて開発している。
2005年、ゼネラル・エレクトリック・カンパニーのバルク事業を買収した。

## 日本法人
日本法人は、1992年9月設立のエリクソン・ジャパン株式会社（旧称：日本エリクソン株式会社）。本社は東京都港区。設立以来、外資系No.1通信インフラプロバイダとして1,000名を超える専門のスタッフが30社以上に及ぶ国内協力会社と連携し、高品質なサービスを実現している。戦略や技術に関するコンサルティングから、ネットワークの構築、保守、運用、教育に至るまで、通信システムの幅広い分野のサービスをワンストップで提供する。エリクソン・ジャパンは、エリクソン全体の研究開発の中でサービスレイヤや無線アクセス分野の研究で成果を挙げており、現在、LTEを初めとする移動体ネットワークの開発やブロードバンドアクセスの導入、オールIP化やマルチメディア分野のソリューション開発に取り組む。
日本では主にソフトバンクとイー・モバイルに地上固定設備を提供する。携帯電話端末事業は長らくソニーとの合弁会社であるソニー・エリクソン・モバイルコミュニケーションズ（現ソニーモバイルコミュニケーションズ）が行っていたが、2012年にソニーへ同社の保有株をすべて売却し、合弁を解消した。ただし、ソニーとの合弁解消後もワイヤレス分野での協業を継続するとしている。
福岡ソフトバンクホークスとは2012年度シーズン以降、ヘルメットスポンサー契約を結んでいる。

### 沿革
- 1985年
  - エリクソン社日本駐在員事務所設置

- 1990年
  - （旧）日本エリクソン株式会社設立
  - NTTドコモと 無線基地局変復調装置「MDE」納入契約

- 1992年
  - デジタルホン・グループ（現ソフトバンクモバイル）と「CMS-30」システム納入契約
  - エリクソン東芝通信システム株式会社設立

- 1994年
  - デジタルツーカー・グループ3社（現ソフトバンクモバイル）と「CMS-30」システム納入契約

- 1995年
  - 日本国際通信（現ソフトバンクテレコム）と国際通信交換機とインテリジェント・ネットワーク（IN）のサービス契約

- 1997年
  - 横須賀リサーチパークに日本エリクソン通信技術開発センターを設立

- 1998年
  - （旧）日本エリクソン株式会社とエリクソン東芝通信システム株式会社が合併し、 新生日本エリクソン株式会社となり現在に至る

- 1998年
  - 初のNTTドコモ向けPDC対応携帯電話発売

- 1999年
  - NTTドコモよりW-CDMAシステムベンダに選定
  - 日本国内における初の携帯電話全国販売開始

- 2000年
  - 日本テレコム（現ソフトバンクテレコム）よりW-CDMAシステムベンダに選定
  - 初のiモード対応携帯電話発売

- 2001年
  - エリクソン・モバイル・プラットフォーム社（EMP）を設立
  - ソニー株式会社と合弁会社 「ソニー・エリクソン・モバイルコミュニケーションズ」を設立

- 2002年
  - J-フォングループ（現ソフトバンクモバイル）とW-CDMAシステム納入契約

- 2004年
  - シャープ、日本電気（NEC）の3G対応端末用プラットフォームのサプライヤに選定

- 2005年
  - シャープ端末用プラットフォームの契約を拡大
  - ボーダフォン（現ソフトバンクモバイル）のネットワークでHSDPAの試験を実施

- 2006年
  - イー・モバイルの3GおよびHSDPAネットワークの主要ベンダとして選定
  - ソフトバンクモバイルに初のIMSネットワークを提供

- 2007年
  - NTTドコモの位置情報専用端末にGPS機能つきモバイル・プラットフォームを搭載

- 2008年
  - NTTドコモのLTE基地局開発プロジェクトのベンダとして選定
  - ソフトバンクモバイルの東名阪エリアのHSPAネットワークをアップグレードおよび拡張
  - 東芝製法人向けノートパソコンにHSPA通信モジュールを搭載
  - 日本市場でのサービス事業を強化

- 2009年
  - STマイクロエレクトロニクスと合弁会社「ST Ericssson」を設立
  - モバイルブロードバンドモジュール製品がNTTドコモの認証取得
  - イー・モバイル社向けに日本最速のHSPA Evolution（21Mbps）サービスを提供

- 2010年
  - イー・モバイル向けDC-HSDPA（下り42Mbps）サービスを提供

- 2011年
  - ソフトバンクモバイル向けDC-HSDPA（下り42Mbps）サービスを提供
  - 会社名をエリクソン・ジャパン株式会社と変更、東京本社と横浜事務所を移転